# Phaea vitticollis
Phaea vitticollis là một loài bọ cánh cứng trong họ Cerambycidae.